# Anna Fitzpatrick
Anna Fitzpatrick (6 april 1989) is een tennisspeelster uit Engeland. Ze begon op vijfjarige leeftijd met tennis. Tussen juli 2003 en juni 2007 speelde ze in het ITF-juniorencircuit. Sinds september 2004 komt ze ook uit in het ITF-toernooi. In 2006 won ze het ITF-toernooi van Ilkley, wat haar eerste zege in het ITF-circuit was.

## Speelstijl
Fitzpatrick heeft een agressieve speelstijl, waarbij ze veelvuldig naar het net komt om met een volley het speltempo te bepalen.